# RFID im Blick
RFID im Blick war ein Fachmedium, das 6-mal im Jahr als Printausgabe und E-Magazin erschien. Seit 2023 ist das Magazin vollständig in der Onlineredaktion von Think WIot aufgegangen. Dessen Redaktionsteam konzentriert sich auf Onlinejournalismus mit dem Schwerpunkt IoT-Technologien, insbesondere RFID und NFC, sowie LPWAN, BLE, RTLS, SAW, GPS und 5G einschließlich deren Anwendungen in Produktion, Automobilindustrie, Instandhaltung, Logistik, Supply-Chain-Management, Handel, Sicherheit, Smart City und Medizin.
Hierzu betreut die Redaktion von Think WIot die Website wiot-group.com/think, über die diverse Informationen zu Technologien, Anbietern, Produkten, Erfolgsgeschichten und vieles mehr abgerufen werden können. 
Das Ziel der Website ist es, Endanwender bei der Implementierung von IoT-Technologien, Produkten und Lösungen zu unterstützen und so durch Wissensaustausch zur Weiterentwicklung der Betriebe beizutragen.

## Entwicklung
RFID im Blick wurde erstmals im April 2005 veröffentlicht.
Seit 2011 ist RFID im Blick Veranstalter des jährlich stattfindenden internationalen Fachkongresses RFID & Wireless IoT tomorrow, der zunächst in Hamburg, Hannover und Düsseldorf stattfand und aktuell, so auch 2024, in Wiesbaden abgehalten wird.
Seit 2016 erscheint RFID & Wireless IoT Global als englischsprachige Version des Magazins.
Seit 2019 ist RFID im Blick Teil der Businessplattform RFID & Wireless IoT Search.
Seit 2020 erscheint RFID im Blick als E-Magazin. 
Seit 2023 werden alle Artikel über das neue Wissensportal wiot-group.com/think zur Verfügung gestellt.

## Inhalte
Die Redaktion recherchiert unabhängig zu Technologieentwicklungen und -innovationen sowie zu realisierten Anwendung weltweit, um den Lesern Informationen für die Unterstützung von Technologieintegrationen zur Optimierung und Automatisierung von Prozessen zu liefern.